# 土川健之
土川 健之（つちかわ けんじ、1944年6月28日 - ）は、日本の獣医師。日本中央競馬会（JRA）理事長（第14代）。

## 経歴と人物
- 滋賀県近江八幡市出身[1]。滋賀県立彦根東高等学校、岐阜大学農学部卒業。獣医師免許を保持。
- 1968年4月、獣医師として日本中央競馬会に入会[1][2]。
- 福島競馬場競走馬診療所所長、審判部部長、番組企画部部長、業務部部長などを歴任する。
- 1999年、日本中央競馬会理事に就任[1]。2004年より副理事長に昇格[1]。
- 2007年9月1日、高橋政行の後を受け、日本中央競馬会職員生え抜きとして初めて理事長に就任した[3]。
- 2014年9月11日、日本中央競馬会理事長を退任し、特別顧問に就任する[4]。
- 2019年
  - 4月26日、農林水産省より、農林水産大臣表彰を受賞する[5]。
  - 春の叙勲で旭日中綬章を受章[6][7]。

## エピソード
- 信条は『自分に忠実であれ』。
- 高校時代の同級生に、衆議院副議長などを歴任した政治家の川端達夫がいる[8]。
- 1971年に発生した馬インフルエンザ問題では、栗東トレーニングセンターの獣医として防疫に尽力した。
- 想い出の馬はテンポイント。1978年1月22日の第25回日本経済新春杯でテンポイントが骨折した後、獣医として懸命な治療に当たり、同年3月5日に死亡するまでテンポイントの容態を見守った[9]。
- 「シゲル」の冠名で知られる森中蕃は思い出に残っている馬の一頭としてシゲルリジチョウ（2008年生）を挙げ、「土川さんに“リジチョウって付けとくわ”って話してたら勝った。“リジチョウが走ったで”って言ったら喜んでいました」と語っている[10]。